# هربرت پونتینگ
هربرت پونتینگ (انگلیسی: Herbert Ponting؛ ۲۱ مارس ۱۸۷۰ – ۷ فوریه ۱۹۳۵) گردشگر، عکاس و فیلم‌بردار اهل بریتانیا بود.
وی فیلمبردار و عکاس گروه اعزامی ترا نووا به دریای راس و قطب جنوب در سال‌های ۱۹۱۰ تا ۱۹۱۳ بوده است.

## نگارخانه

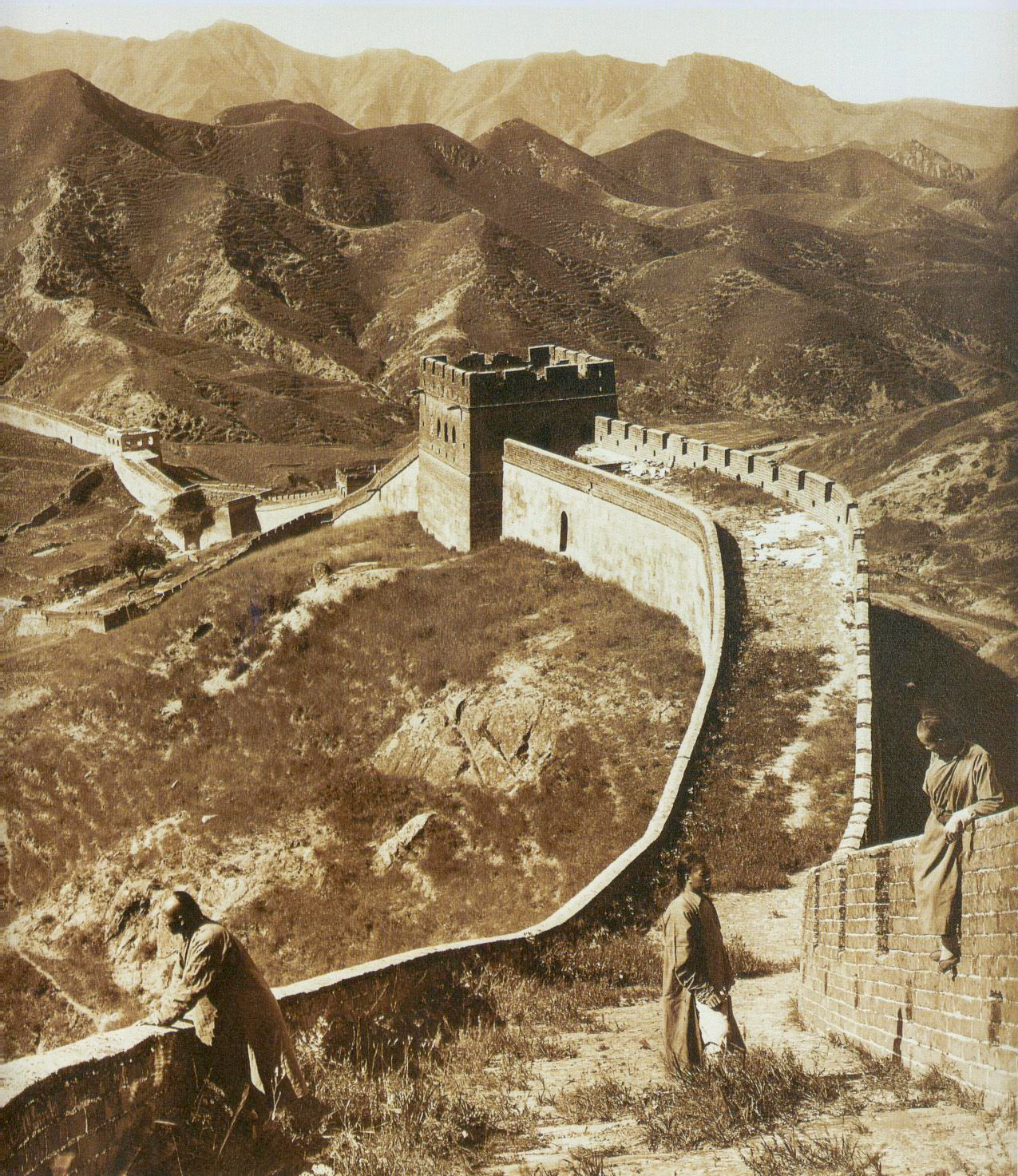
دیوار بزرگ چین، ۱۹۱۷
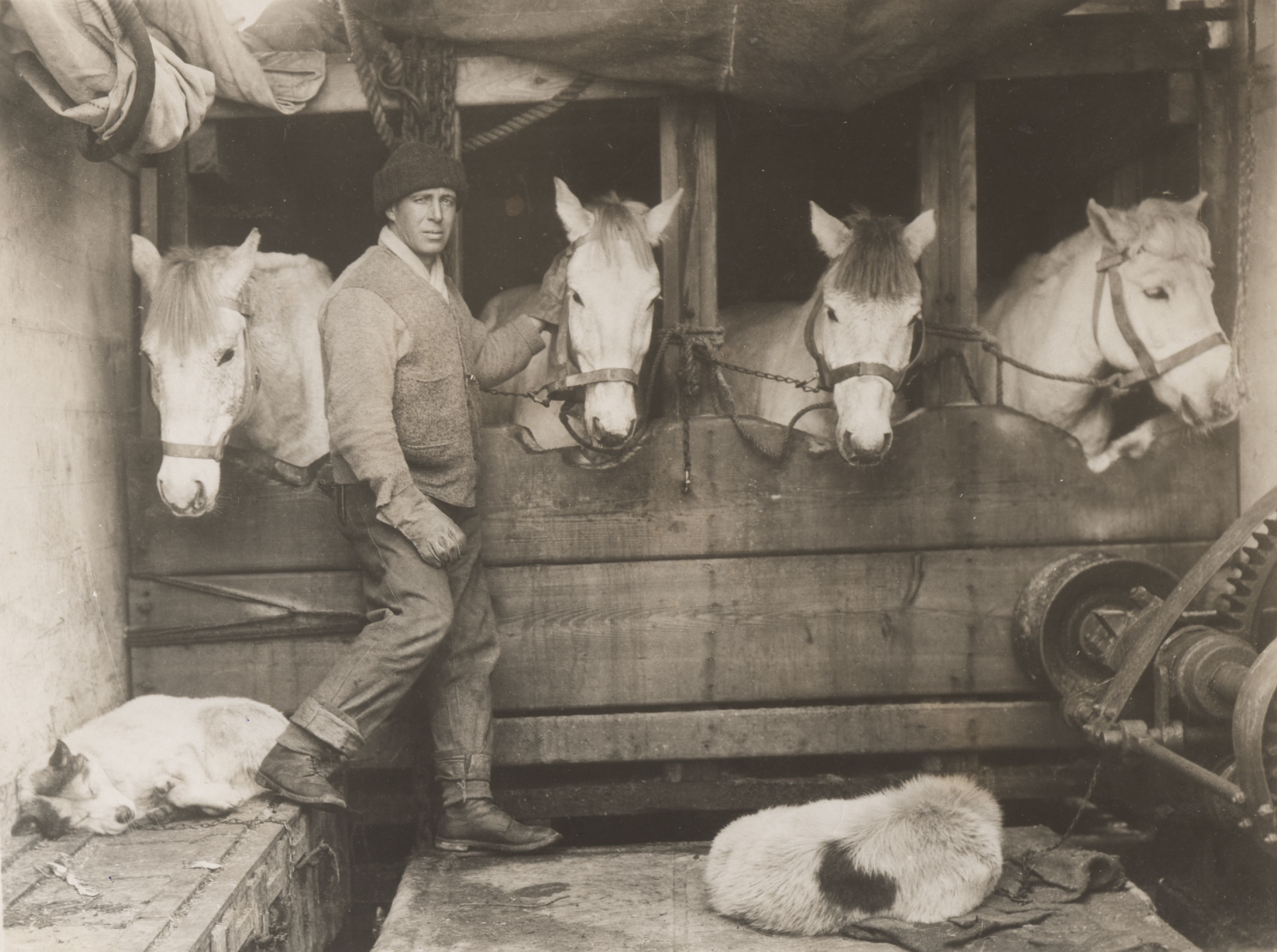
لارنس اوتس
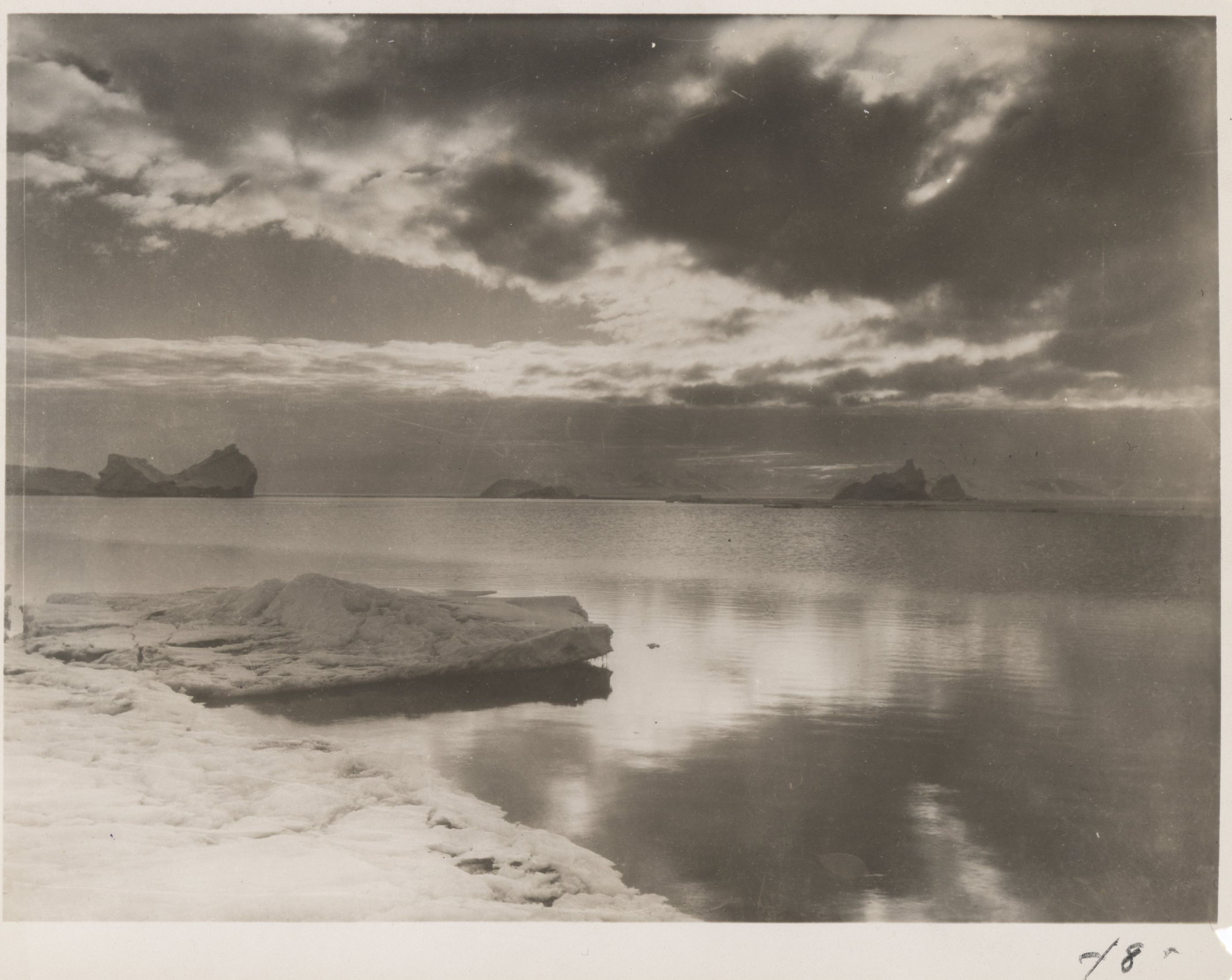
سرزمین جنوبی کوه یخی
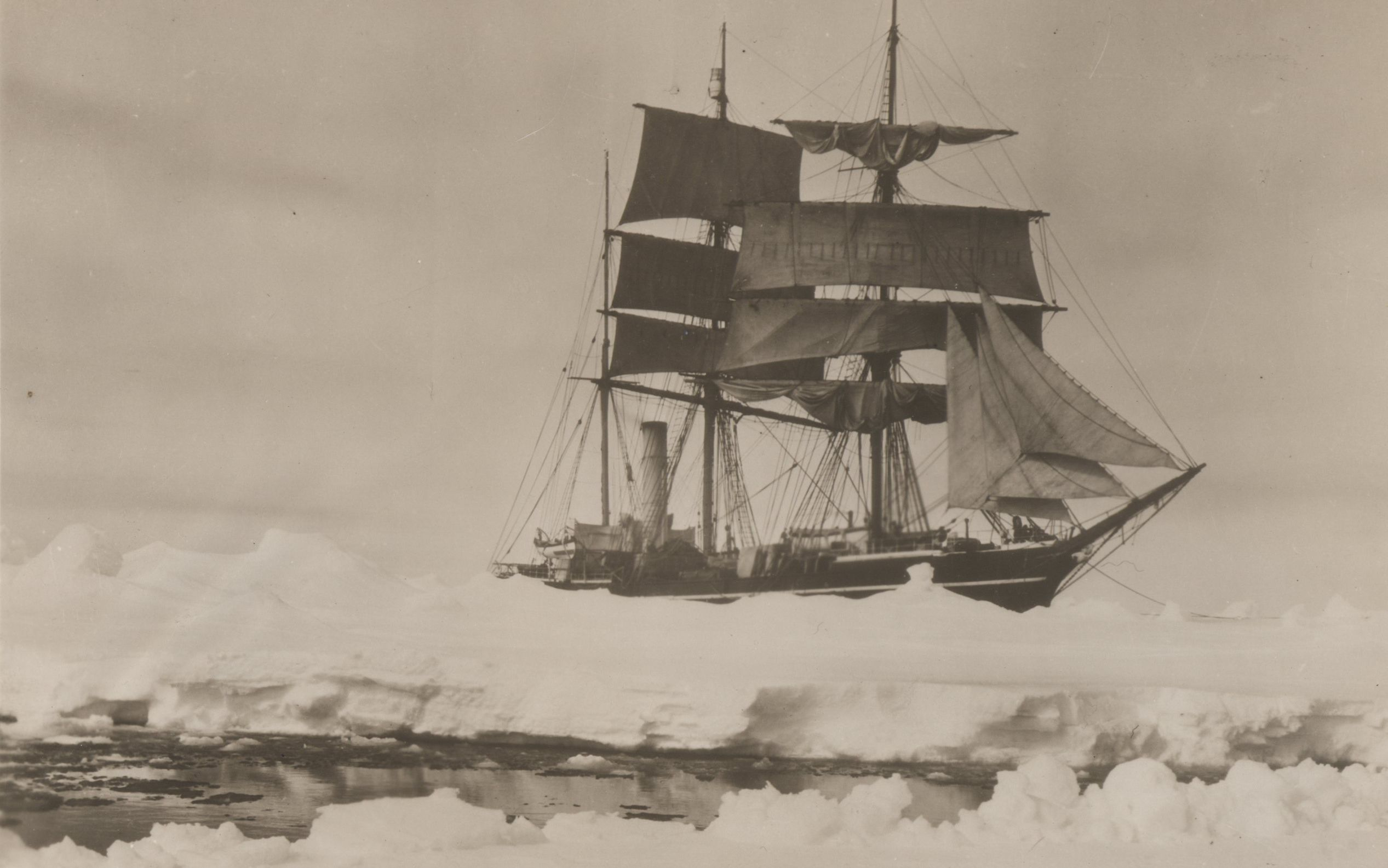
Scott's ship [[ترا نوا (کشتی)|]]
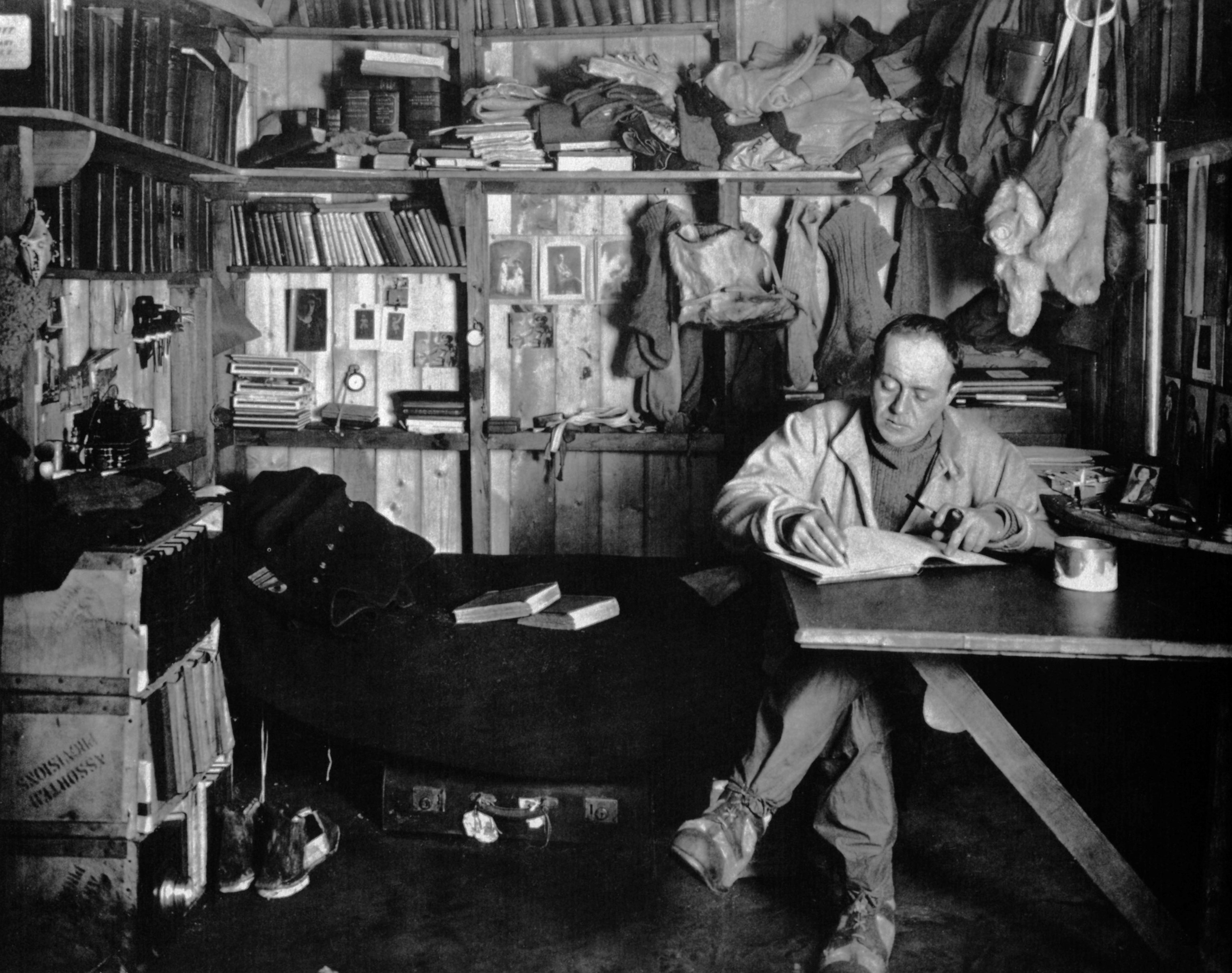
Scott at Cape Evans base
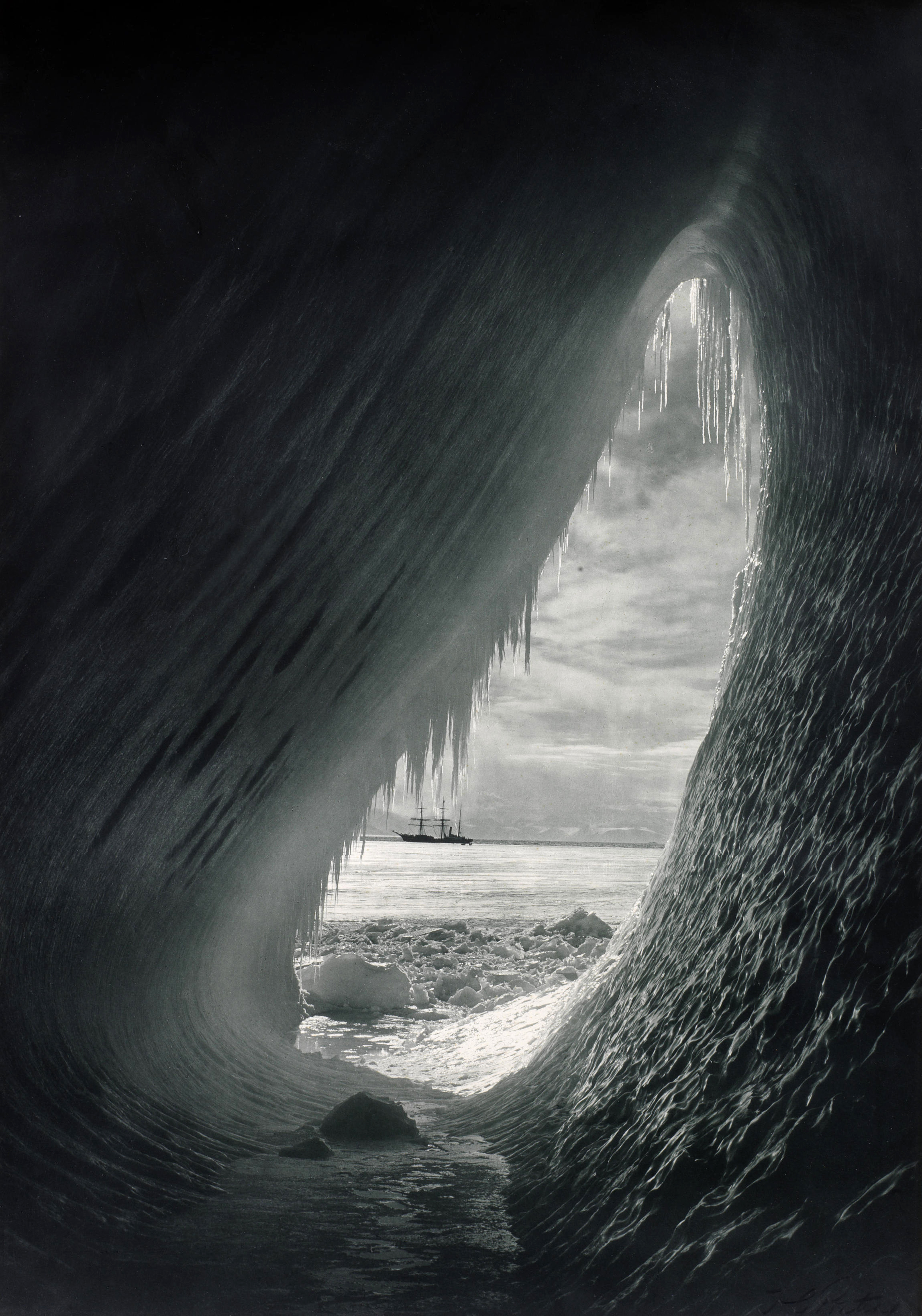
Grotto in an کوه یخی به‌همراه the Terra Nova در پشت زمینه